# كين برايس (لاعب كرة قدم)
كين برايس (بالإنجليزية: Ken Price)‏ (25 مارس 1939 في المملكة المتحدة - 1 مايو 2014 ببيتربرة في المملكة المتحدة) هو لاعب كرة قدم بريطاني في مركز الهجوم. لعب مع أستون فيلا ونادي ترانمير روفرز لكرة القدم ونادي هارتلبول يونايتد وسبالدينغ يونايتد ‏.